# West Side Guitar Hero
West Side Guitar Hero (укр. Гітарний герой Вест-Сайду) — студійний альбом блюзового співака і гітариста Джиммі Докінса, випущений лейблом Fedora Records 26 лютого 2002 року. Записаний з 20 по 21 жовтня 2001 року у Фресно.

## Список композицій
1. «Alley Mae» (Даррон Еппс) — 7:28
2. «Jammin' Gitar» (Джиммі Докінс) — 4:11
3. «Go on Baby» (С. Добінес) — 6:43
4. «I'm What U Need» (Даян Браун) — 4:50
5. «Sweet Li'l Mama» (Рік Міллер) — 6:36
6. «Everybody's Jumping» (С. Добінес) — 5:5
7. «Dollar Head Woman» (С. Добінес, Даррон Еппс) — 5:03
8. «Wess Cide Rock» (Джиммі Докінс, Рік Міллер) — 4:48
9. «She Left Me» (С. Добінес, Рік Міллер) — 5:06
10. «So Wurrid» (Даррон Еппс) — 3:06
11. «U Made Me Luv U» (Даян Браун) — 4:28

## Учасники запису
- Джиммі Докінс — гітара і вокал
- Френк Голдвассер — ритм-гітара
- Генрі Оден — бас
- Кріс Міллар — ударні

### Технічний персонал
- Кріс Міллар — продюсер
- Сел Наварро — інженер
- Хел Вілсон — дизайн